# Carlo Valentini
Carlo Valentini (* 15. března 1982, San Marino) je bývalý sanmarinský fotbalový obránce a reprezentant, naposledy hráč klubu SS Murata.

## Klubová kariéra
- SP Domagnano 2003–2004
- SS Virtus 2004–2006
- AS Novafeltria 2006–2007
- SS Murata 2007–[1]
- →  SP Tre Penne 2013–2014 (hostování)

## Reprezentační kariéra
V sanmarinské fotbalové reprezentaci debutoval 16. 10. 2002 v kvalifikačním zápase v Budapešti proti domácí reprezentaci Maďarska (prohra 0:3).